# Ricardo Carbajal
Ricardo Carbajal Oteo (ur. 17 października 1968 w mieście Meksyk) – meksykański piłkarz występujący na pozycji pomocnika, trener piłkarski.